# 多胚形成
多胚形成（たはいけいせい、英: polyembryony）とは，1つの受精卵（受精胚）が二つに分かれること、また分かれた胚が更に二つに分かれることで、結果として二つ以上の胚が形成される現象である。多胚形成を原因とする多胎妊娠から出生した多胎児は一卵性多胎児である。同一の受精卵から分かれた胚であるため、原則として多胚形成した胚は遺伝的に同一である。しかし実際には受精胚は不均一な細胞量で分裂することが大半であり、僅かではあるが個々の胚で異なる遺伝情報を持つ（ただし完全に同質な遺伝情報となる場合もある）。また多胚形成後の個々の受精胚は独自に発育していくため脳の発達過程も異なり、出生後の大脳皮質の形状も違うものとなっている。

## ヒトにおける多胚形成
多胚形成が人間で発生する頻度は低く、多胚形成した胚が出生に至る頻度は0.4%程度とされている（出生に至らない割合も一定数あるため、多胚形成する胚自体は0.4%より多い）。この頻度は人種等による統計的に有意な差異は存在しないが、ごく限られた一部の地域においては多胚形成による一卵性双生児が集中的に生まれる地域もある。ブラジルのリーニャ・サン・ペドロ( Linha São Pedro)地区では一卵性双生児の出生率が約5%、インドのモハンマド・プル・ウムリ (Mohammad Pur Umri) 村では約10%に達する。多胚形成が生じる原因は現在のところ不確定ではあるが、受精胚において特定箇所のメチル化が生じた場合に多胎化する可能性が2021年に指摘された。

## ヒト以外の多胚形成

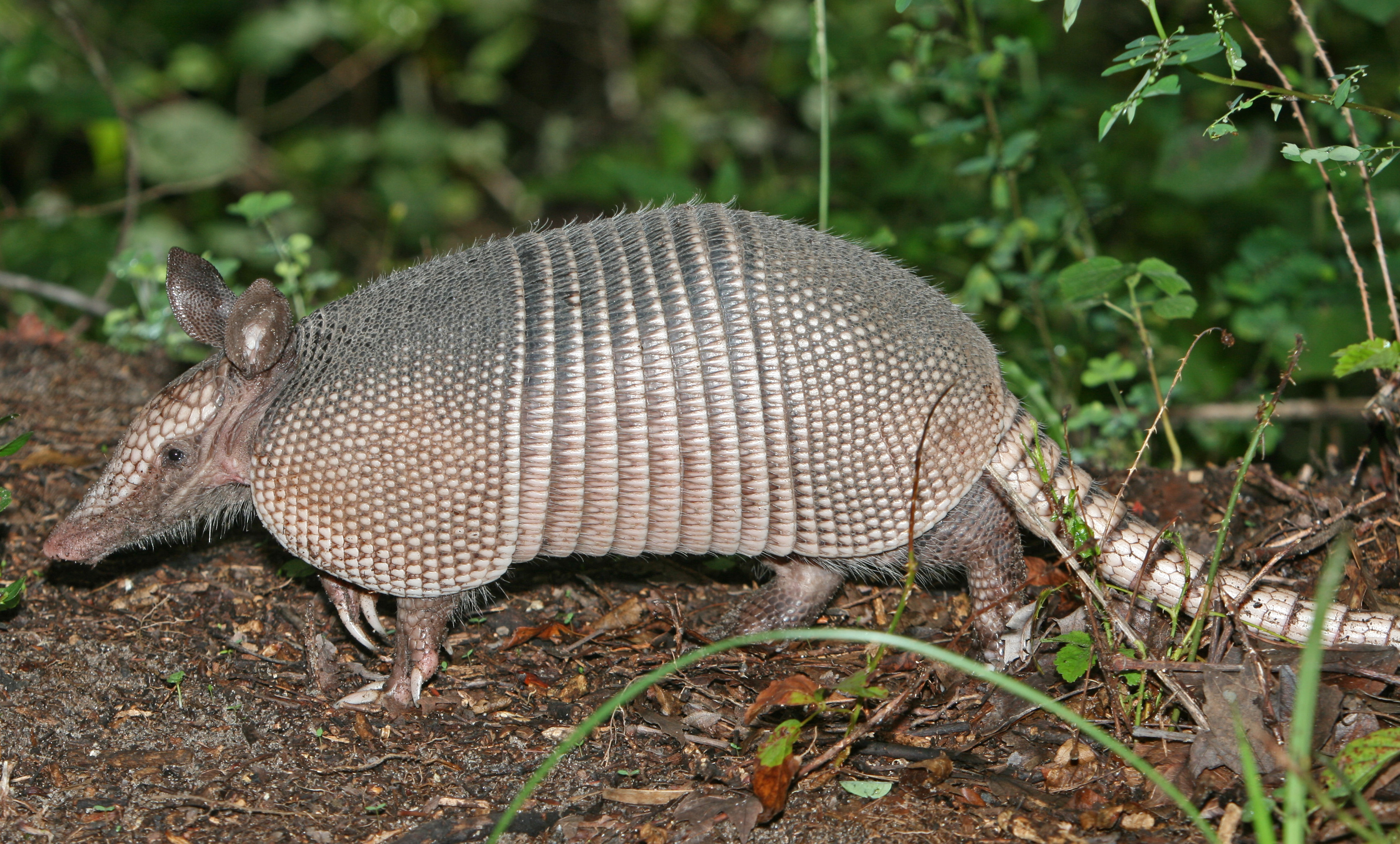
ココノオビアルマジロ

多胚形成は限られた数の卵子からより多くの子孫を残すために、1つの受精卵の生存率を高めるための戦略であるとも考えられているが、遺伝学的・医学的な利益は今のところ解明されていない。体外受精胚の人工的な多胚形成は高品質な家畜（ウシ、ヒツジ等）の生産などに利用されている。
自然妊娠において、ココノオビアルマジロは常に多胚形成による一卵性四つ子を産むことで知られている。ココノオビアルマジロは受精してから着床するまでの期間が長く、この期間中に多胚形成が複数回生じる。ココノオビアルマジロの受精胚は、胞胚期には羊膜で分けられているが単一の胚体外体腔を有し、すべての胚は共通の卵黄嚢で包まれている。ただし、同様に着床遅延が生じるホッキョクグマやパンダにおいては多胚形成は珍しい現象である。
またイヌにおいては、多胚形成による一卵性双生児が産まれることが2016年に初めて報告された。

## 多胚形成が生じる時期
ヒトの多胚形成は、受精卵（接合子）が誕生した１日後の桑実胚の頃から、二層胚盤期（二週目の終わり頃）までに生じる。アカゲザルの場合、多胚形成は原始線条が形成される直前の胚盾期に生じる可能性があることが示唆されている。